# 臣磐
臣磐（？—168年），东汉时疏勒王。
臣磐是疏勒王安国的舅舅。汉安帝元初年间，因罪流放到了月氏（贵霜帝国）。他和月氏王关系很好，安国死后无子，安国的母亲就是臣磐的姐姐把持国政，立自己的侄子遗腹为王。臣磐请求月氏送他回国，以自己作为遗腹德叔叔，当为国王。月氏于是派兵把他送还疏勒。疏勒国人对臣磐本来就很敬爱，又见月氏强大，于是废除遗腹，立臣磐为王。汉顺帝永建二年（127年），向汉朝进贡，被封为大都尉。永建五年（132年），派遣侍子和莎车国、大宛国一起进贡汉朝。阳嘉二年（133年），进献狮子、封牛。汉灵帝建宁元年（168年），狩猎时被叔父和得射杀。